# Kelvin van der Linde
Kelvin van der Linde (ur. 20 czerwca 1996 roku w Johannesburgu) – południowoafrykański kierowca wyścigowy.

## Kariera
Van der Linde rozpoczął karierę w międzynarodowych wyścigach samochodowych w 2011 roku od startów w Volkswagen Challenge South Africa, gdzie odniósł dwanaście zwycięstw. Uzbierane 152 punkty pozwoliły mu zdobyć tytuł mistrza serii. W późniejszym okresie Południowoafrykańczyk pojawiał się także w stawce Engen Volkswagen Cup, Volkswagen Cup South Africa, Volkswagen Scirocco R-Cup, Blancpain Sprint Series, ADAC GT Masters, TCR International Series oraz Blancpain Endurance Series.